# Chiesa dei Santi Re Magi
La chiesa dei Santi Re Magi è una piccola chiesa che sorge nella periferia nord-est di Milano, a poca distanza da quello che originariamente era l'antico borgo di Corte Regina, nel comune di Cimiano, a testimonianza del quale oggi rimangono pochi edifici.
La piccola chiesa è una di essi e sorgeva al centro di questo borgo di cui si ha conoscenza sin dal XII secolo. Attualmente la chiesa si trova attorniata da palazzi residenziali, incastonata tra via Palmanova e via Rottole.

## Storia

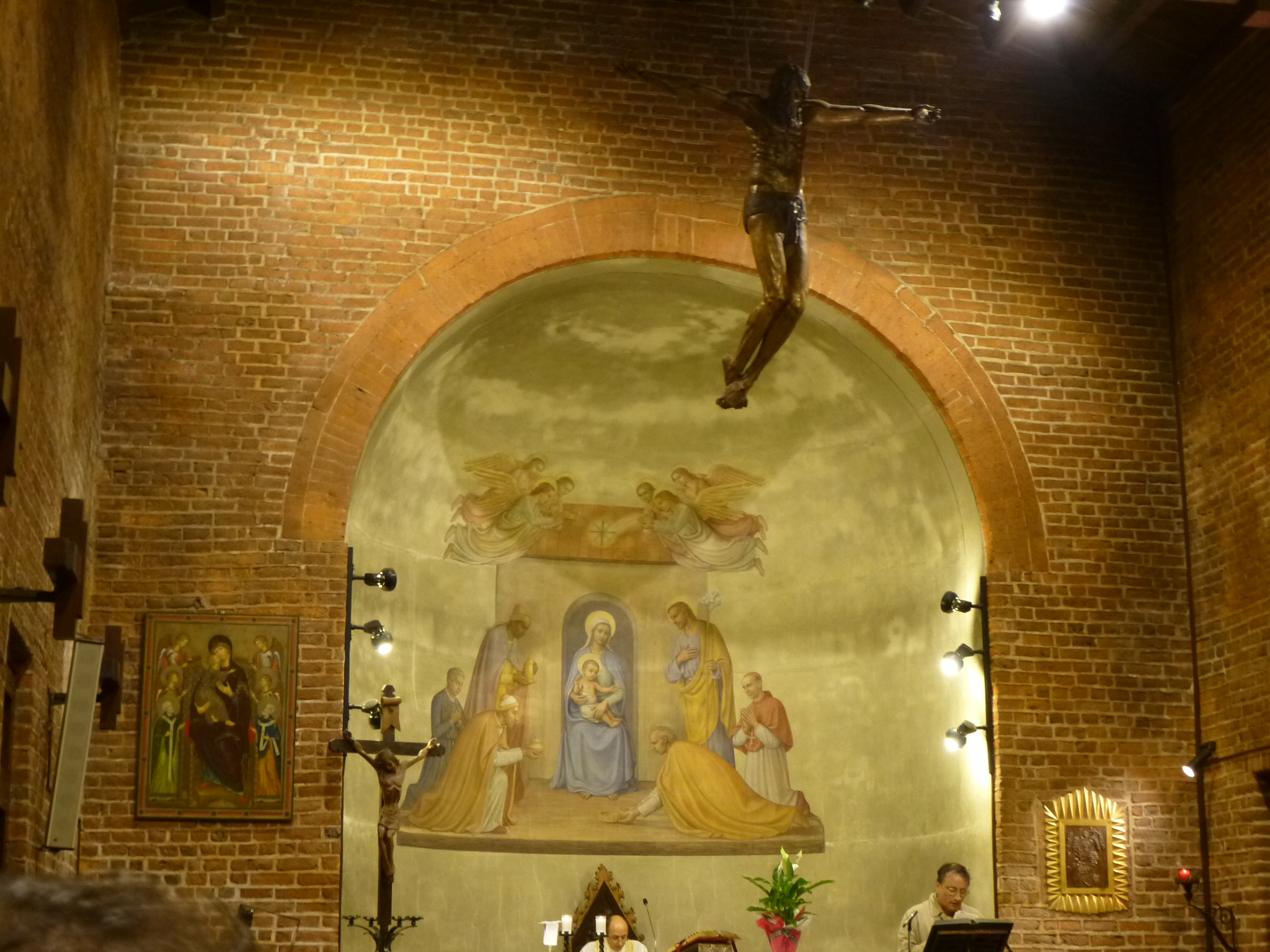
Interno della chiesa

Nel XIV secolo si hanno le prime notizie della chiesa, allora dedicata a santa Maria; nel XVII secolo la chiesa fu poi dedicata alla Natività di Maria, e infine ai Re Magi, con la prima attestazione nel 1704.
Verso la fine del '700, la chiesa dei Magi venne venduta al Demanio, e diventò una abitazione per contadini, con l'abbattimento dell'abside e dell'aula sacra. Durante la seconda guerra mondiale, il campanile fu bombardato e parzialmente distrutto. Nel dopoguerra don Giuseppe del Corno, parroco di San Giuseppe dei morenti, dalla quale la chiesa ora dipende, riuscì a ottenerla in dono: dopo un restauro, essa fu nuovamente consacrata il 6 gennaio 1967. 
A oggi la chiesa è aperta (e quindi vengono celebrate le messe) da ottobre a giugno, mentre rimane chiusa nella stagione estiva.